# ギョリュウ
ギョリュウ（御柳、学名：Tamarix chinensis）はギョリュウ科の落葉小高木。モンゴルから中国北部にかけての乾燥地域が原産地で、日本には江戸時代中期に伝わった。

## 名称
ギョリュウ属の学名はタマリクス（Tamarix）であるが、日本では英語名のタマリスク（Tamarisk）でも呼ばれる。和名では別名としてサツキギョリュウが挙げられる。中国名（漢名）は檉柳（ていりゅう）で、一年に数度花が咲くことから三春柳の名もある。ほかに、紅柳などの別名もある。
本種の標準名は Tamarix chinensis 。中井猛之進が報告した Tamarix tenuissima は本種のシノニムであるとする見解があるが、別種とする見解もある。

## 特徴
ギョリュウ属は、地中海周辺からアジアにかけての乾燥地帯に分布する。ギョリュウ属の種はたがいに似ているために分類は困難とされるが、75種ほどに分かれている。水湿地でよく育つ種であるが、乾燥地でも育ち、塩分や寒さにも強い。
葉は小さい鱗片状で針葉樹のように見える。春と秋に枝先に桃色の1mmほどの小さい花をたくさん咲かせる。果実は長さ数mmの蒴果で、種子は細かく房状の毛が生え風で飛ぶ。砂漠など乾燥地でも根を長く伸ばして水分を強く吸収する。

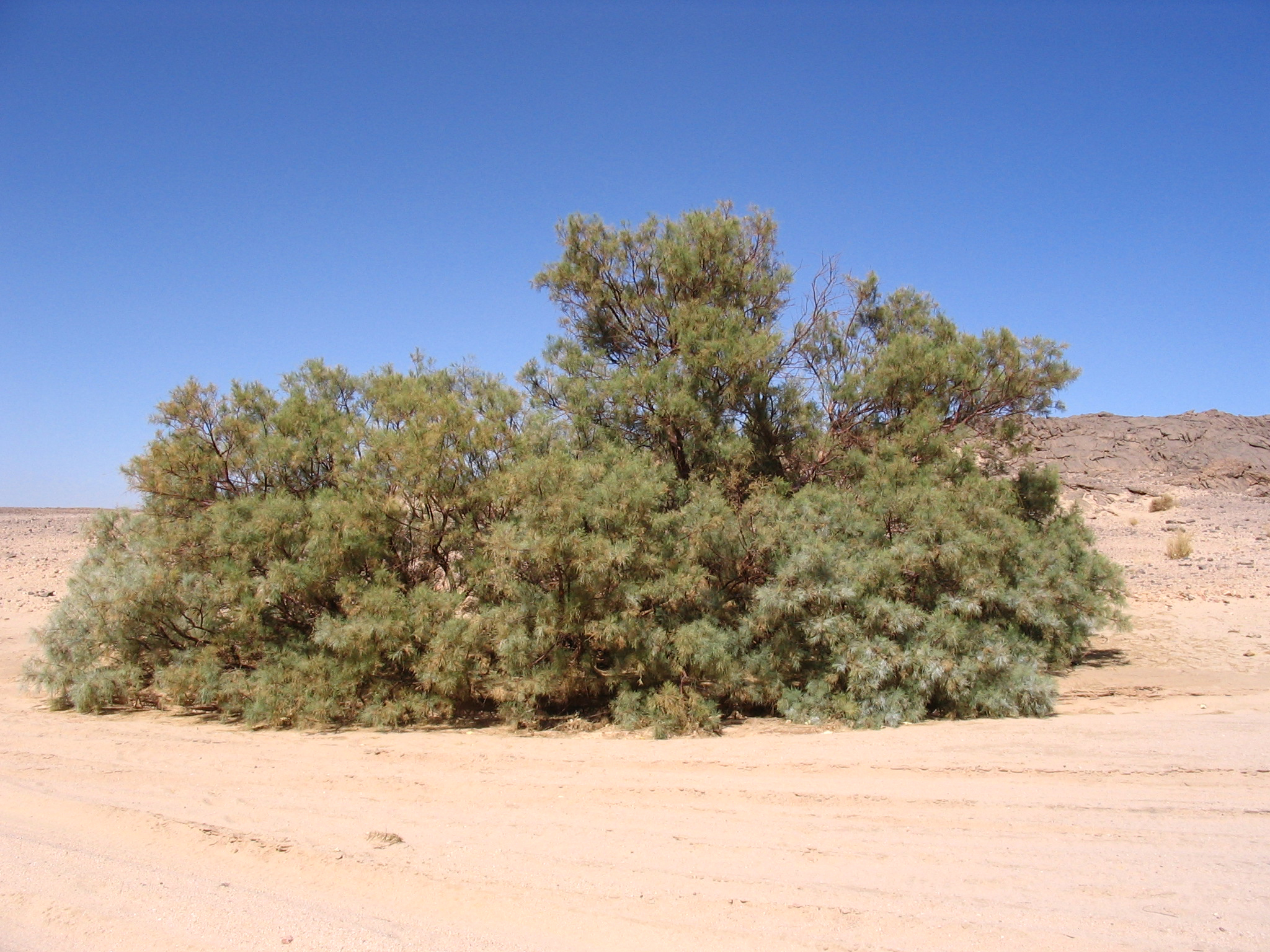
アルジェリアの乾燥地帯に見られるギョリュウ属の樹木
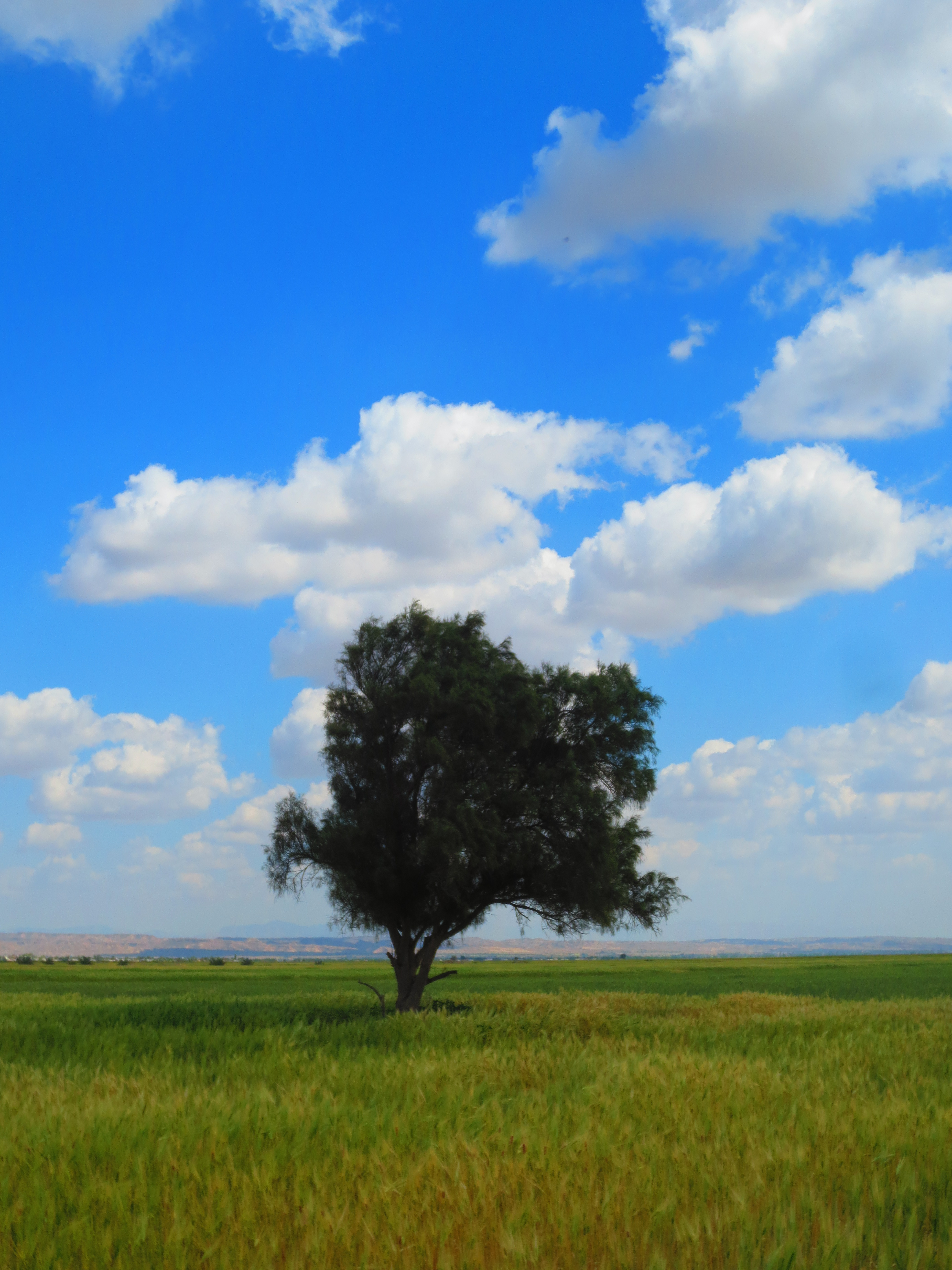
イラン ブーシェフル州Ateybeh 村にあるギョリュウ属の樹木
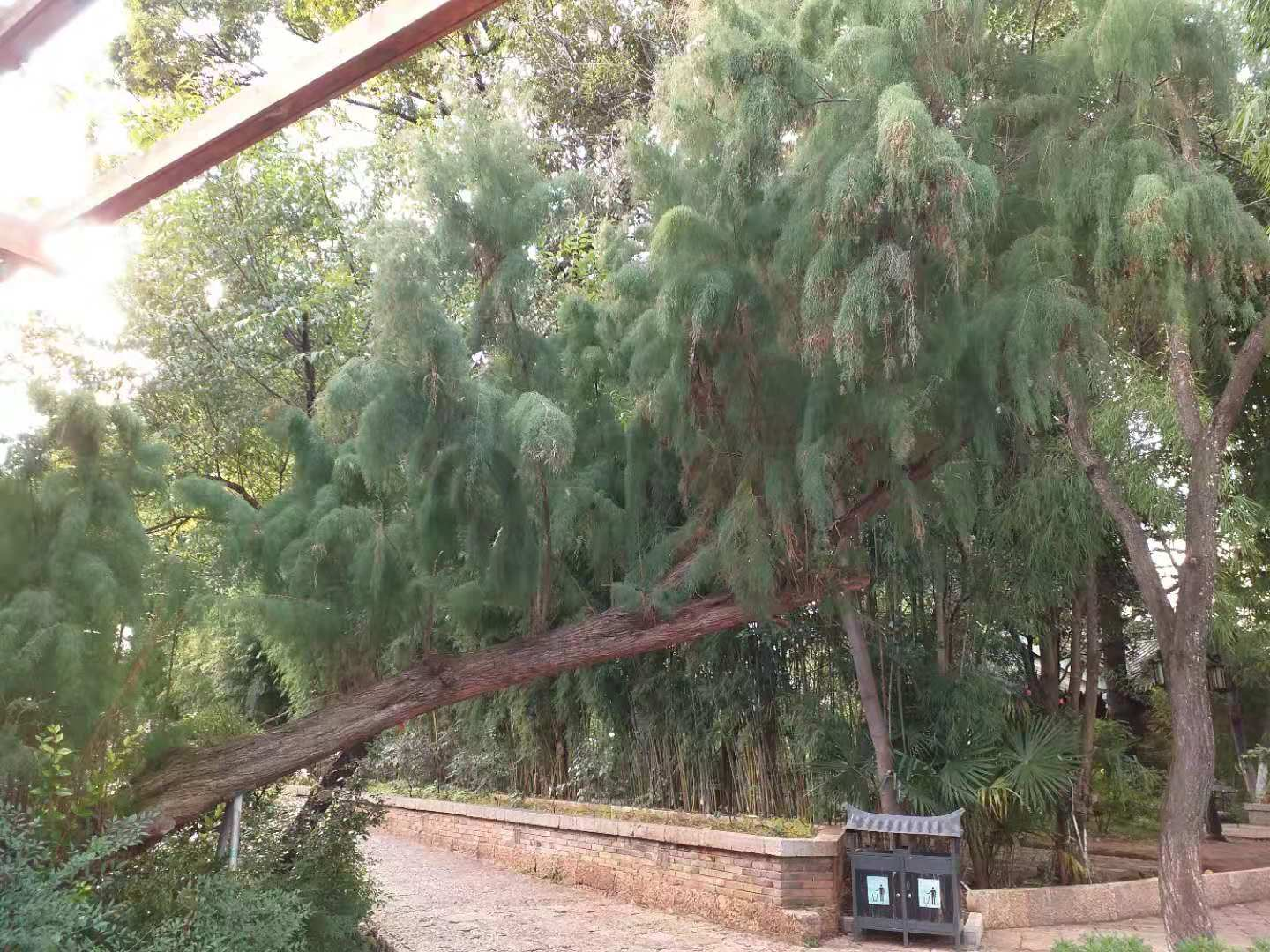
中国・雲南省の公園に植栽されたギョリュウ
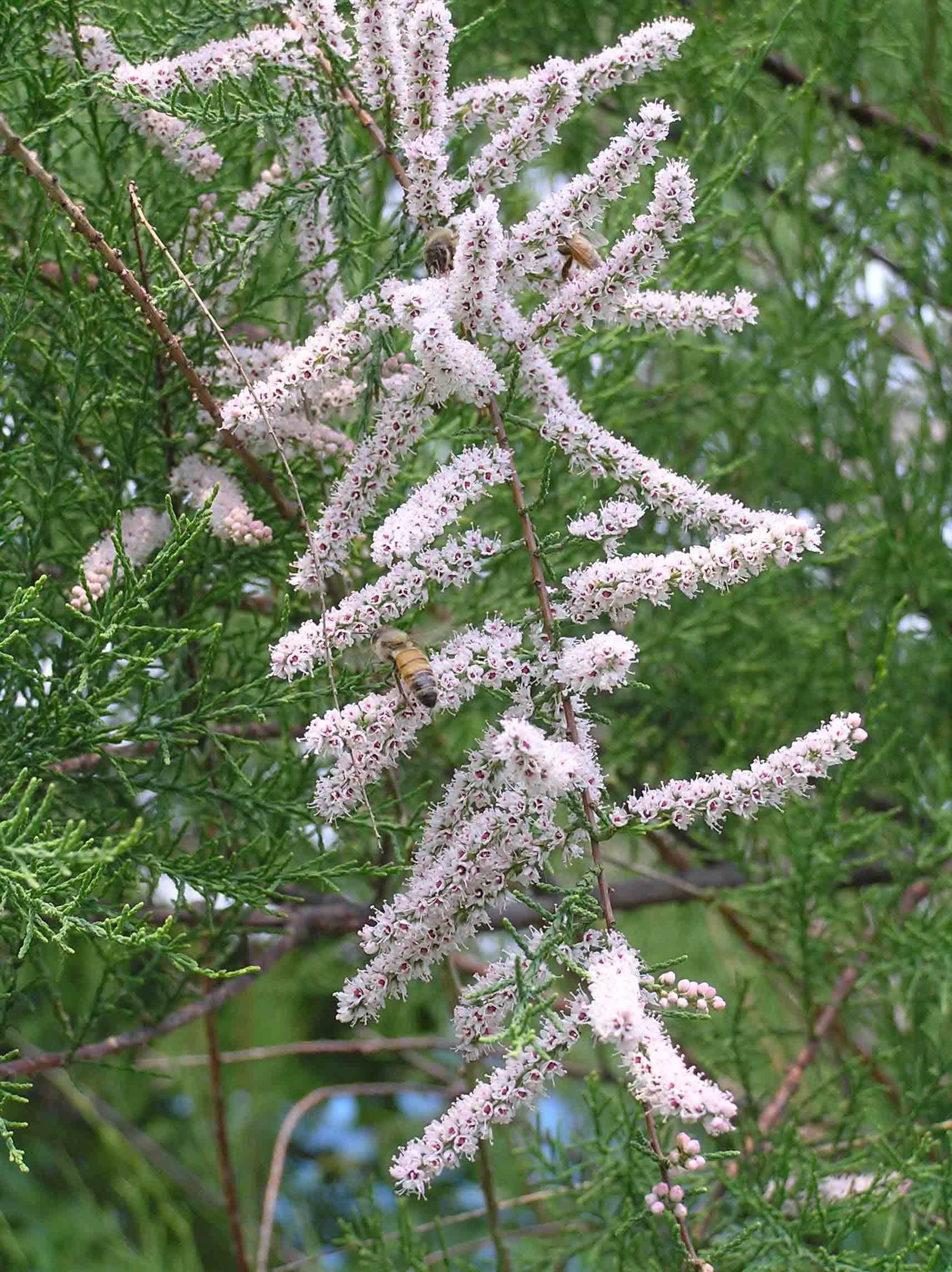
中国・大連に見られるギョリュウ (Tamarix chinensis) の花
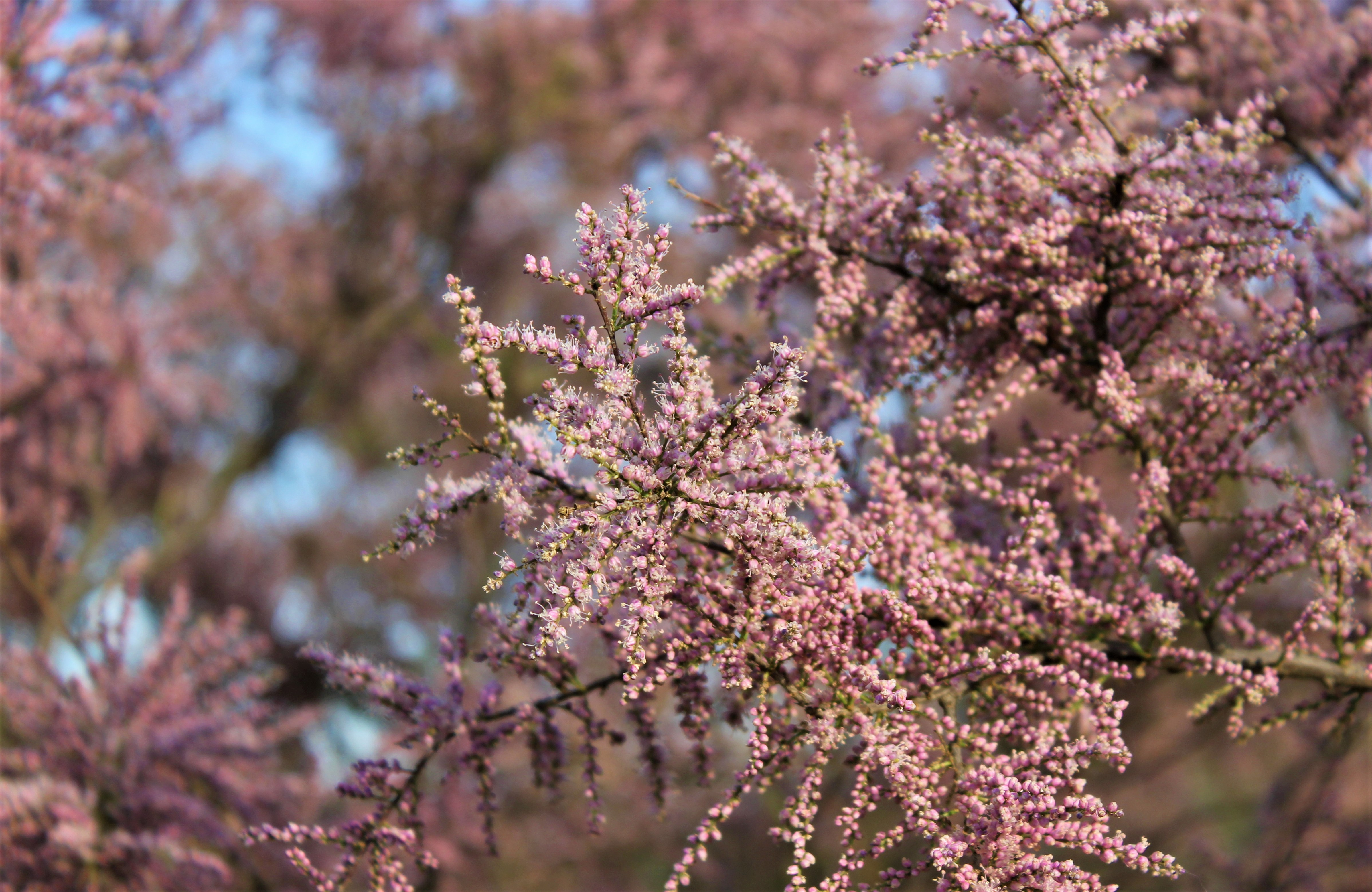
ロシア連邦ダゲスタン共和国に見られるギョリュウ属の花

## 人間との関わり
花や樹冠の美しさから観賞用とされ、切花とされたり庭園樹として栽植されたりする。塩分に強いことから海岸の防風林として用いられたり、乾燥にも耐えることから砂漠地帯での防砂や緑化に用いられたりする。
ギョリュウ属の材は硬いことから古代エジプトではチャリオットの本体部分などに使われていた。
『旧約聖書』創世記第21章において、アブラハムがベエル・シェバに「エシェル」eshel という樹木を植えて神に祈るくだりがある。この木はギョリュウ属の樹木とされ、聖書の日本語翻訳では「柳」とされた例もあるが（新改訳）、「ぎょりゅう」（口語訳、新共同訳）・「タマリスク」（新改訳2017）として訳出されている。出エジプト記には、荒野で飢えたイスラエルの民に神が降らせた食物「マナ」が登場するが、マナを合理的に解釈しようとする諸説の中には、ギョリュウ属との関連を推測するものがある。たとえば、ギョリュウ属の樹木の樹液を吸ったカイガラムシ等の昆虫が分泌する甘い液（甘露）とする説などである。
また、薬用として利尿・解毒や風邪に効果があるとされる。
日本には江戸時代中期（享保年間、あるいは寛保年間）に伝わった。はしかの薬として伝えられたとも、観賞用として伝えられたともいう。
台湾の澎湖諸島では中国の軍事侵攻を警戒し、パラシュート部隊の行動を遅らせるためギョリュウを植林している。